# Calle del Cerrillo
La calle del Cerrillo es una vía pública de la ciudad española de Segovia.

## Descripción
La vía discurre desde la plaza de San Justo hasta la calle del Alamillo. Aparece descrita en Las calles de Segovia (1918) de Mariano Sáez y Romero con las siguientes palabras:

Cerrillo.—Parte de la plazuela de San Justo, por encima de la de Alamillos, y se dirige a la carretera de La Granja. Es una cuesta dominando la carretera, una loma o cerro detrás de la plazuela del Salvador, y de aquí el nombre de Cerrillo con que es conocido este sitio, que tiene arbolado y casas sucias y modestas.
(Sáez y Romero, 1918, p. 37)